# Nanaimo River
Nanaimo River är ett vattendrag i Kanada.   Det ligger i Regional District of Nanaimo och provinsen British Columbia, i den sydvästra delen av landet, 3 600 km väster om huvudstaden Ottawa.
I omgivningarna runt Nanaimo River växer i huvudsak blandskog. Runt Nanaimo River är det glesbefolkat, med 15 invånare per kvadratkilometer.